# آمزیا
آمزیا (به لاتین: Amzya) یک منطقهٔ مسکونی در روسیه است که در باشقیرستان واقع شده‌است.